# Александров, Никита Алексеевич
Ники́та Алексе́евич Алекса́ндров (15 (28) июля 1905 — 31 декабря 1971) — советский офицер, участник Великой Отечественной войны, гвардии старший лейтенант, агитатор 239-го гвардейского стрелкового полка 76-й гвардейской стрелковой дивизии 61-й армии Центрального фронта, Герой Советского Союза (15 января 1944 года; за отличие в Битве за Днепр, в ходе которой 28 сентября 1943 года во главе группы бойцов захватил и удержал важный плацдарм на правом берегу Днепра в районе пгт Любеч Репкинского района Черниговской области), майор.

## Биография
Родился 28 июля 1905 года в селе Гродовка, ныне посёлок городского типа Покровского района Донецкой области Украины, в семье крестьянина. Русский. Член ВКП(б)/КПСС с 1936 года. Окончил Донецкий политехнический институт. Работал на шахте.
В 1942 году призван Кизеловским РВК Пермской области в ряды Красной Армии. В 1942 году окончил Московское военно-политическое училище. Участник Великой Отечественной войны с 1942 года.
Агитатор 239-го гвардейского стрелкового полка (76-я гвардейская стрелковая дивизия, 61-я армия, Центральный фронт) гвардии старший лейтенант Никита Александров 28 сентября 1943 года в числе первых на подручных средствах переправился через Днепр в районе посёлка городского типа Любеч Черниговской области и с группой бойцов захватил плацдарм, принимал участие в отражении контратак противника, лично уничтожил более 10 гитлеровцев.
Указом Президиума Верховного Совета СССР «О присвоении звания Героя Советского Союза генералам, офицерскому, сержантскому и рядовому составу Красной Армии» от 15 января 1944 года за «образцовое выполнение боевых заданий командования по форсированию реки Днепр и проявленные при этом мужество и героизм» гвардии старшему лейтенанту Никите Алексеевичу Александрову присвоено звание Героя Советского Союза с вручением ордена Ленина и медали «Золотая Звезда» (№ 2939).
С 1946 года майор Н. А. Александров — в запасе. Проживал в Донецке. В течение 20 лет работал в Донецком научно-исследовательском угольном институте. 
После выхода на пенсию, заслуженный ветеран принимал активнейшее участие в общественной работе, был членом обкома ДОСААФ, правления общества «Знание», нештатным лектором Донецкого обкома ЛКСМУ. 
Скончался 31 декабря 1971 года.

## Награды
- Медаль «Золотая Звезда» Героя Советского Союза[5]
- Орден Ленина[5]
- Два ордена Красного Знамени
- Орден Отечественной войны II степени[5]
- Орден Красной Звезды[5]
- Медали